# Бесстрашный (фильм, 1993)
«Бесстрашный» (англ. Fearless) — острая психологическая драма, снятая австралийским режиссёром Питером Уиром в 1993 по роману Рафаэля Иглесиаса.
Актриса Рози Перес за исполнение роли в этом фильме была номинирована на «Оскар» и «Золотой глобус» как лучшая актриса второго плана.

## Сюжет
Бесстрастный взгляд объектива оператора направлен на сапог, обломки самолёта и скромную бутылку шампанского — единственный целый предмет, оставшийся от упавшего «Боинга». Архитектор Макс Клейн и Карла Родриго — одни из немногих, кто уцелел после авиационной катастрофы.
Спустя три месяца после крушения психолог, который проводит групповую терапию для жертв катастроф, сводит их вместе. Фанатичная католичка Карла заела себя обвинениями в гибели сына: в злосчастном полёте она потеряла двухлетнего ребёнка, который летел с ней и погиб — мама не удержала его в момент падения самолёта. И она единственная, кто понимает чувства Макса.
А Макс, всерьёз рассуждающий, что «авария — это самый лучший эпизод в его жизни», начинает заново осмысливать жизнь, супружество и любовь, смерть, Бога и загробную жизнь.

## В ролях
- Джефф Бриджес — Макс Клейн
- Изабелла Росселлини — Лора Клейн
- Рози Перес — Карла Родриго
- Бенисио дель Торо — Мэнни Родриго
- Джон Туртурро — доктор Билл Перлман
- Том Халс — Брилстейн

## Съёмочная группа
- Сценарист: Рафаэль Иглесиас
- Режиссёр: Питер Уир
- Продюсеры:
  - Пола Вайнштайн
  - Марк Розенберг
- Оператор: Аллен Давио
- Монтажер: Уильям Андерсон
- Композитор: Морис Жарр
- Художник: Джон Стоддарт

## Съёмки
- Чтобы вжиться в образ главного героя, пережившего катастрофу, Джефф Бриджесс долго общался со своим приятелем Гари Бьюзи, незадолго до съёмок фильма попавшего в ДТП на мотоцикле и пробывшего несколько дней в коме.
- Уир до съёмок картины страдал боязнью авиаперелётов.
- Фильм частично воспроизводит события, случившиеся в 1989 году в штате Айова с самолётом авиакомпании «United Airlines», рейс-232, но в отличие от фильма в реальности крушение произошло с лайнером «DC-10», а не «Боингом».
- Чтобы снять место падения самолёта, потребовалось 2 000 000 долларов и 85 акров кукурузного поля, которое было на неделю использовано для съёмок. На всё это время была закрыта автотрасса по соседству.

## Призы и номинации

### Призы
- 1994 — Берлинский кинофестиваль — специальное упоминание актрисе Рози Перес
- 1994 — Премия Бостонской Ассоциации кинокритиков — за исполнение женской роли второго плана Рози Перес
- 1994 — Премия Чикагской Ассоциации кинокритиков — за исполнение женской роли второго плана Рози Перес
- 1994 — Премия Ассоциации кинокритиков Лос-Анджелеса — за исполнение женской роли второго плана Рози Перес

### Номинации
- 1994 — «Оскар» — женская роль второго плана Рози Перес
- 1994 — «Золотой глобус» — женская роль второго плана в художественном фильме Рози Перес